# Joseph John Thomson
Joseph John Thomson (n. 18 decembrie 1856, Cheetham Hill⁠(d), Anglia, Regatul Unit al Marii Britanii și Irlandei – d. 30 august 1940, Cambridge, Anglia, Regatul Unit) a fost un fizician englez, laureat al Premiului Nobel pentru Fizică în anul 1906, ca apreciere pentru meritele deosebite ale investigațiilor sale teoretice și experimentale asupra conducției electrice în gaze.

## Divizarea atomului
Thomson credea că electronii au apărut din atomii de gaz din interiorul tubului său catodic . El a concluzionat astfel că atomii sunt divizibili, iar electronii sunt componentele lor.
În 1904, Thomson a propus un model al atomului, cu ipoteza că este o sferă de materie pozitivă în care forțele electrostatice determină poziționarea electronilor. Pentru a explica încărcătura electrică neutră generală a atomului, el a propus că electronii sunt distribuiți într-o “mare”  uniformă de sarcină pozitivă. În acest model de “budincă de prune”, electronii au fost observați ca încorporați în sarcina pozitivă cum sunt prunele într-o budincă de prune (deși în modelul Thomson, ei nu sunt staționari, dar orbitează rapid).

## Masa electromagnetică
În 1881 a introdus ipoteza masei electromagnetice pentru particulele electrizate.